# Òrbita d'aparcament

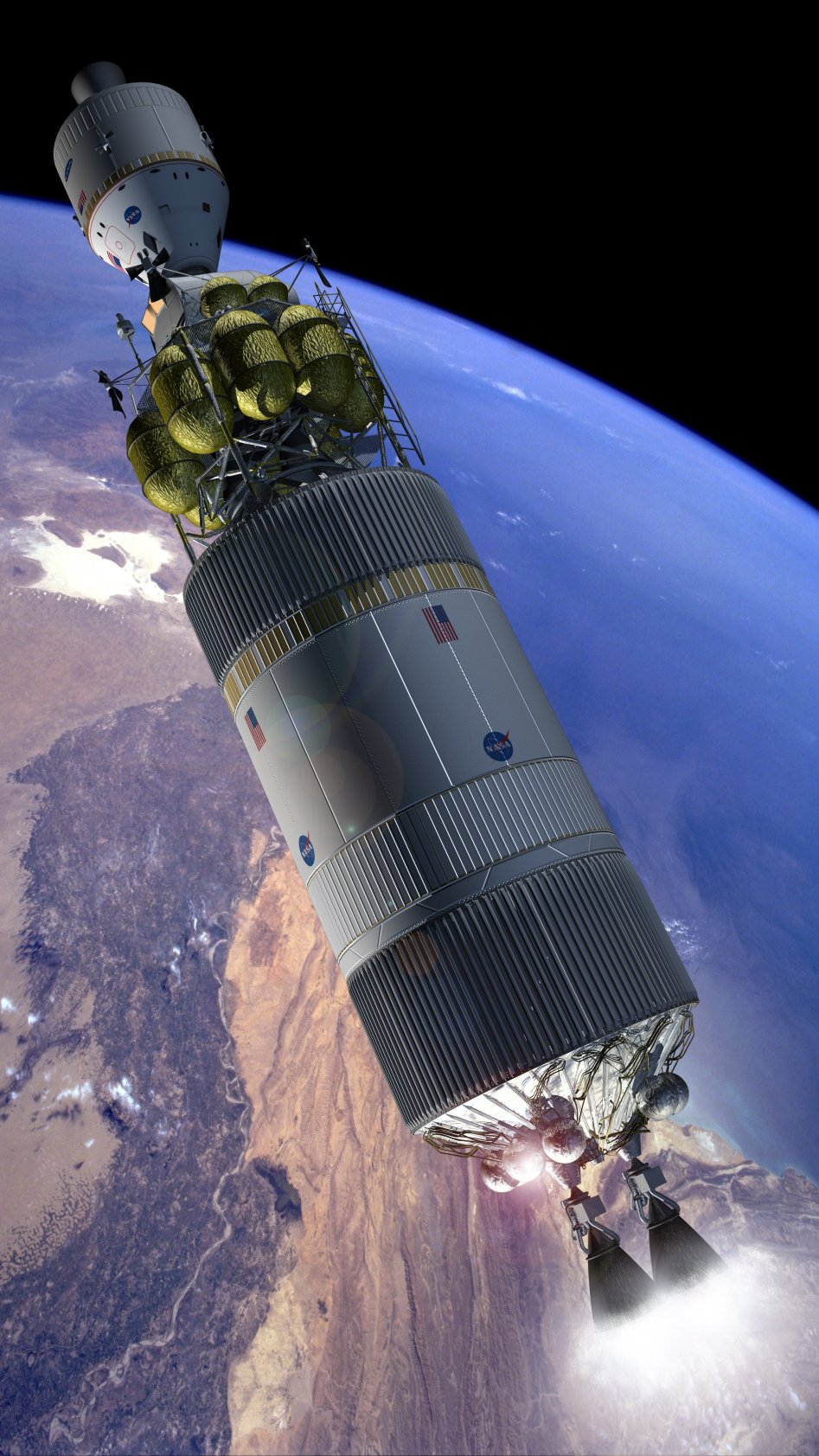
Etapa de transferència (a baix), Mòdul d'accés a la superfície lunar (al mig) i modul de tripulació Orion (a dalt) deixant l'òrbita terrestre

Una òrbita d'Aparcament és una òrbita temporal que es pot fer servir durant el llançament d'un satèl·lit o una sonda espacial. El vehicle de llançament accelera fins a l'òrbita d'aparcament, on roman un temps per després engegar de nou els motors permetent-li entrar en trajectòria final calculada. L'alternativa a les òrbites d'aparcament és la injecció directa, maniobra en la qual el coet accelera contínuament (excepte en els moments d'exhauriment d'una etapa i d'ignició de la següent) fins que el combustible s'esgota completament, col·locant la càrrega útil en la trajectòria final d'un sol cop.

## Quan cal emprar-la?
Hi ha diverses raons que recomanen l'ús d'una òrbita d'aparcament:
- Pot incrementar la finestra de llançament. Per les missions que van més enllà de l'òrbita terrestre, la finestra de llançament pot ser molt menuda (minuts o segons) si no s'empra aquesta maniobra. Emprant l'òrbita d'aparcament es pot ampliar aquesta finestra fins a diverses hores.
- Per a missions més enllà de l'òrbita terrestre baixa (LEO en anglès), la ubicació de l'encesa final dels motors pot ser que s'hagi de fer en un lloc no convenient. En particular, per les missions que han d'escapar de la gravetat terrestre i que usualment necessiten una bona cobertura des de l'hemisferi nord, el punt per realitzar l'encesa final acostuma a estar a l'hemisferi sud.
- Per a missions que es dirigeixin cap a una òrbita geoestacionària, el punt correcte per l'encesa final (o gairebé final) acostuma a estar sobre l'equador. En aquest cas, el coet és llançat, atura els motors, segueix l'òrbita d'aparcament fins que es troba sobre l'equador i en aquest moment encén de nou els motors per entrar en l'òrbita de transferència geoestacionària.
- A les missions tripulades Apollo, l'ús de l'òrbita d'aparcament permetia realitzar tota una sèrie de maniobres i comprovacions finals mentre s'era "prop de casa", abans d'iniciar el viatge cap a la lluna.
- Aquesta maniobra és necessària si l'òrbita final desitjada té un perigeu molt alt. En aquest cas el llançador accelera fins a una òrbita d'aparcament el·líptica, que segueix fins al punt més alt, i un cop allà, encén de nou els motors per elevar el perigeu. (Vegeu Òrbita de Hohmann.)

## Desavantatges de les òrbites d'aparcament
El principal inconvenient d'aquest mètode és que els coets necessiten orbitar durant un temps per després tornar a encendre els motors en condicions de gravetat zero. A més, la durada de les dues enceses (la inicial d'injecció i la final) depenen fortament del punt dins de la finestra de llançament en el qual aquest s'ha produït. Per poder fer això amb el mínim malbaratament de combustible, a l'etapa el coet ha de poder encendre's, apagar-se i tornar-se a encendre. Això fa obligatori l'ús de coets de combustible líquid, ja que els de combustible sòlid ni es poden apagar ni es poden tornar a encendre, ja que un cop engegats cremen fins al final. Però, tot i emprar un motor de combustible líquid, el fet de la reengegada no és trivial, per una sèrie de motius:
- Mentre el coet orbita en gravetat zero i amb el motor apagat, els propel·lents floten tot allunyant-se del fons del dipòsit i de les entrades de les bombes. Això fa que es necessitin dipòsits especials com diafragmes interiors o alguns procediments especials previs (com petites acceleracions gràcies a coets auxiliars) que facin que els propel·lents tornin al final dels tancs.
- En ser la missió més llarga, també calen bateries amb una duració més elevada i una quantitat superior d'altres consumibles.
- Alguns coets fan servir productes químics especials per encendre el motor coet. Si hi han diverses enceses, el disseny haurà de considerar la necessitat de dur-ne diversos jocs.
- També es farà necessari un millor aïllament dels dipòsits (especialment als criogènics), per evitar que massa propel·lents bullin i es perdin en òrbita.
- El sistema inercial de guia haurà de ser més complex i acurat, ja que haurà de controlar l'estat de l'òrbita en tot moment.
- Caldrà disposar d'un sistema de control de reacció, per tal d'orientar el coet correctament per l'encesa final i potser, fins i tot, establir una orientació tèrmicament sostenible durant l'òrbita sense propulsió.

Les famílies d'etapes superiors Centaur i Agena es van dissenyar per permetre aquest tipus d'operacions. Si bé la darrera Agena va volar el 1987, les Centaur encara estan en producció.

## Exemples
- El programa Apollo va emprar les òrbites d'aparcament per tots els motius mencionats anteriorment, excepte els que fan referència a les òrbites geoestacionàries.
- Les missions del Space Shuttle cap a l'Estació Espacial Internacional no empren òrbites d'aparcament, perquè -bàsicament- l'estació està en una òrbita terrestre baixa molt inclinada, donat que les llançadores americanes no tenen capacitat de reencendre els motors i les finestres de llançament curtes no són un problema crític (ja que l'endemà n'hi haurà una altra).
- D'altra banda, quan el "shuttle" es fa servir per llançar sondes interplanetàries com la Galileo, sí que s'empra una òrbita d'aparcament per deixar anar la sonda al punt exacte d'injecció a l'òrbita de transferència.
- Els Ariane 5 no acostumen a fer servir òrbites d'aparcament. Això fa que el disseny del llançador sigui més simple, donat que no necessiten múltiples enceses, i la penalització és molt petita per la missió més usual: la de portar càrregues a l'òrbita geoestacionària, ja que la rampa de llançament a la Guaiana francesa està molt propera a l'equador. Tot i això, les darreres versions del llançador (Ariane 5 ES ATV) ja disposen d'una etapa superior (ESP) que ha estat dissenyada per suportar múltiples reenceses en òrbita, cosa que fa que aquesta maniobra es pugui dur a terme sempre que la missió ho requereixi.